# Cabaceiras do Paraguaçu
Cabaceiras do Paraguaçu es un municipio brasileño del estado de Bahía. Su población estimada en 2006 era de 18.512 habitantes. Fue distrito de Muritiba hasta el 13 de junio de 1989, fecha de su emancipación. 